# Тот
Тот (Теут, Тут, Туут, Тоут, Техути, Джехути др.-греч. Θώθ, Θόουτ от егип. ḏḥwty, возможно произносится ḏiḥautī) — древнеегипетский бог мудрости, знаний, Луны, покровитель библиотек, учёных, чиновников, государственного и мирового порядка. Является одним из самых ранних египетских богов. Основным центром его почитания был Шмун, или Эшмунен (Гермополь Великий). 
Он изображался, как правило, в виде человека с головой ибиса, в руках он держал посох и анх. Однако кроме этого варианта было множество других вариантов его изображения. Священными животными Тота были павиан и ибис.
Считается, что Маат была женским дополнением Тота.

## История изучения
Работы о боге Тоте были ещё до расшифровки Шампольоном египетской письменности, они опирались на сведения древнегреческих и римских авторов. Наиболее известной из подобных трудов была книга Яблонского «Pantheon Aegyptiorum sive de di iseorum commentariius» (1724), в которой он выступал против популярной в то время точки зрения, что Тот — историческое лицо, возможно один из царей, и придерживался позиции, что он был мифологическим персонажем.
Египетские памятники как источник информации о Тоте первым использовал сам Шампольон, невзирая на бессистемность и устарелость сведений, ему первому удалось установить, что это божество было связано с Луной и загробным миром. Достаточно много информации о нём в древнеегипетских памятниках нашёл Карл Лепсиус: некоторые надписи из гробниц Гермопольских номархов, издание Книги мертвых и изучение Гермопольской огдоады дали много материала для изучения Тота. Достаточно долго этот материал было невозможно корректно использовать, по той причине, что египтология придерживалась мнения о застойности египетской культуры. Из-за этого разные данные привлекались как единое целое, а свидетельства древнегреческих источников ставились в один ряд с данными о Древнем и Среднем царствах. Из-за этого научные работы о Тоте грешили огромным количеством неточностей, в частности, в работе Бругша была сделана попытка изучить его как местную форму Шу, близкую к Хепри и Хнуму.

### Ранние представления
Культ Тота происходил из города Шмун, или Эшмунен (Гермополь Великий), там же был центр его почитания. Изначально в этом городе был распространён культ зайца. Он был вытеснен из города культом Тота, а из всех священных животных, почитавшихся там (павиана, змеи и восьми божеств-лягушек), продолжили почитать только павиана, бывшего ведущим животным на праздниках фараона, уже в качестве воплощения Тота. А в более ранней гермопольской мифологии он был архигетом этих восьми божеств.
Первоначально почитался в качестве ибиса, возвещавшего разлив Нила, уничтожавшего гадов и олицетворявшего лучшие качества человека. Возможно, тогда же он был астральным богом и следил за равновесием на небе. Кроме того, в Текстах пирамид Тот был богом, желавшим быть помощником царя в загробном мире. Цари очень желали его помощи, но его конкретная роль в тех верованиях из текста не ясна.
Неизвестно, имел ли он характеристики лунного божества ещё во времена его регионального почитания в Гермополе, или же это значение он приобрёл в дальнейшем, однако, изначальное влияние Тота как лунного божества вполне вероятно: бог Луны может быть наравне или даже влиятельнее солнечного, у многих древних народов лунные боги считались покровителями, защитниками скота и людей, а также, такие божества часто изображались мудрыми.
В первоначальной системе верований Тот-Луна считался левым глазом Хора (Солнце считалось правым глазом Гора), повреждённым в ходе сражения с Сетом. Позже, в эпоху Древнего царства, Тот трансформировался в самодостаточного бога, которого иногда называли сыном Ра. Тем не менее, его продолжали считать языком Птаха и сердцем Ра.

### Представления во время расцвета Древнего Египта
Позже его представляли в первую очередь как мудрейшего бога, изобретателя иероглифов, письменности и календаря, автора священных книг, покровителя библиотек, мага, покровителя учёных и чиновников. С ним связывалось знание всех наук, особенно магии. Как бог Луны, он был заместителем бога Ра. Он был членом триады Птах-Хор-Тот, позднее трансформировавшейся в Ра-Хор-Тот. Кроме того, он был богом слова, его слова приводили к действиям (в качестве бога слова он имел титул «могущественный в речах»). Согласно древнеегипетской мифологии, он создал весь мир словом.
Будучи богом Луны (эти функции всё больше переходили сыну Амона Хонсу) с титулом «Серебряный Атон», полученным в период Позднего Египта, Тот через фазы этого небесного тела был связан с любыми астрономическими или астрологическими наблюдениями, что и вызвало в итоге превращение Тота в бога мудрости и магии. В династический период постепенно забывалась роль Тота как творца, а всё больше подчёркивалось то, что он создал письменность, был богом мудрости, сохранял баланс между днём и ночью в начале вселенной, был судьёй между Гором и Сетом и имел абсолютную беспристрастность и справедливость. В какой-то момент Тот фактически стал руководить судом мёртвых вместо Осириса.
Его считали создателем письма, покровителем архивов, Гермиопольской библиотеки и писцов. Помимо письменности, он считался изобретателем или учредителем большинства религиозных и повседневных обрядов. Поэтому он опекался измерениями и разнообразными событиями, происходящими в мире. В пантеоне богов он занимал почётное место писца, секретаря и визиря верховного бога Ра, и вместе с богиней справедливости и порядка Маат во время небесного путешествия Ра стоял сразу за ним.
В качестве протоколиста Тот присутствовал на суде мёртвых Осириса. Занимая особое место среди древнеегипетских богов, он был могущественнее Осириса и даже бога Ра. Он был крайне важным богом в Книге мертвых: там он называется «Писец Маат в эннеаде богов», на изображениях в Книге Мертвых у него в руках инструменты для письма: палетка и палочка из тростника. Считался автором ряда заупокойных текстов.

### Поздние представления
Во время Третьего переходного периода, когда Гермополь стал играть важную роль в египетской политике, культ Тота становился всё более популярным. Растущая популярность Тота привела к появлению новой интерпретации мифа о творении, основанного на принципах Огдоады — Тот в образе ибиса снёс яйцо, из которого на свет появился Ра/Хепри/Атум/Нефертум. Модификацией этого мифа стал миф о рождении Ра из Золотого яйца, снесённого гусём.
В эллинистический период его считали создателем священных книг, включая Книгу Дыхания.

### Миф об изменении календаря
Тоту также приписывали изобретение года, состоящего из 365, а не 360 дней. Согласно Плутарху, он выиграл эти пять дополнительных дней, составлявших 1/72 года, в игре в кости, и, добавив их в конец года, посвятил их празднествам в честь Осириса, Сета, Хорура, Исиды и Нефтис (Нефтиды) — богов, родившихся именно в эти пять дополнительных дней (поздний вариант мифа повествует о том, что богине Нут было запрещено рожать в 360 календарных дней, поэтому её дети появились на свет на протяжении пяти дней, выигранных Тотом).
Египтяне также верили, что он вёл счёт времени и создал его разделение на месяцы и годы. Тот имел титул «владыка времени», и считался одним из его богов наряду с Хех.

## Священные животные
Священными животными Тота были птица ибис и обезьяна (павиан). Из них основным и более древним символом был ибис: неизвестно, когда павиан стал его вторым символом, поскольку в древнейших текстах он в этом качестве не упоминается.
Причин, по которым ибис стал главным священным животным Тота, было немало: сама эта птица сообразительна, красива, её отличают мерная походка и красивый полёт. Охотится эта птица на насекомых и ящериц, что также в глазах древних египтян делало её благодетелем. Вероятно, они также обратили внимание на связь жизни этой птицы и Луны. В результате, он стал главным символом этого божества, зачастую слова «Тот» и «Ибис» египтяне использовали как синонимы, что приводило к различным играм слов.
Павиан, будучи вторым его священным животным, мог получить такое значение по нескольким причинам: по мнению Масперо, древние народы любили приписывать обезьянам человечность, способность говорить и т. д. Кроме того, причинами были связь жизни павианов с луной, их отвращение к запрещённой жрецам рыбе, на египетском слово, обозначавшее павиана-гамадрила, было удвоением глагола «писать».

## Изображения

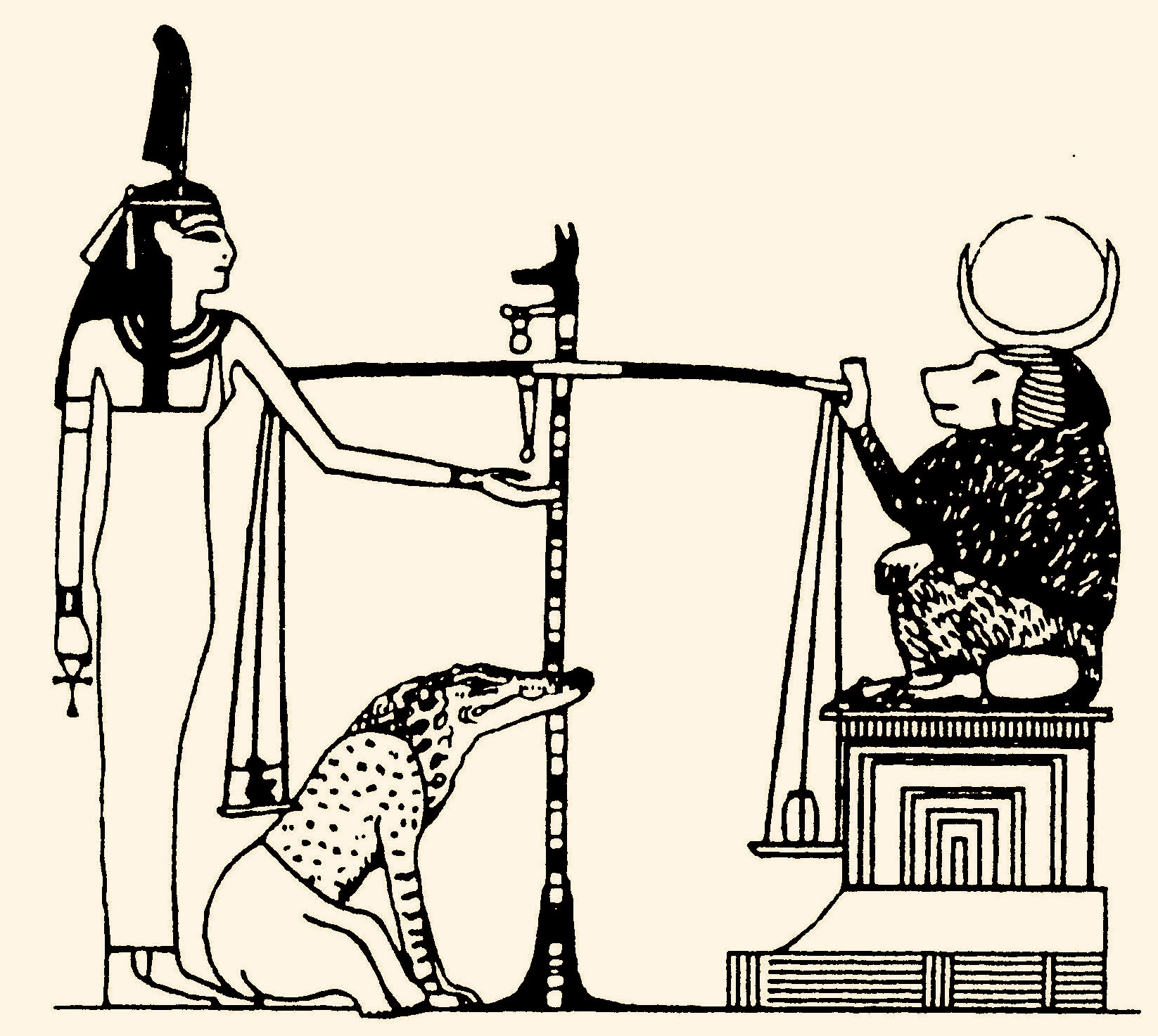
Изображение Тота в виде павиана

Чаще всего он изображался в образе человека с головой ибиса, в руках у него был скипетр и анх. В других изображениях он, как лунный бог Аах, изображался как мумия с локоном волос Гарпократа, на таких изображениях у него были месяц и полная луна, а в руках — различные атрибуты Осириса.
Иногда встречаются изображения Тота в образе павиана, так как эта обезьяна считалась весьма разумным созданием. Павиан играл важную роль в Книге мертвых, в ней он показан восседающим на опоре весов, на которых взвешивались души. Роль павиана заключалась в наблюдении за весовой стрелкой, если стрелка показывала равновесие, то он сообщал эти данные Тоту. Генрих Карл Бругш считал, что павиан — олицетворение Тота в качестве бога равновесия и павиан был символом двух равноденствий: осеннего и весеннего. Павиан был связан с Луной, что подтверждается изображениями, где на голове у павиана полумесяц и диск. Также он был представителем Тота как «владыки божественных слов и писца богов», что доказывается изображением, где он держит в лапе палетку Тота и письменный тростник и именуется вышеуказанными титулами.

### Головные уборы

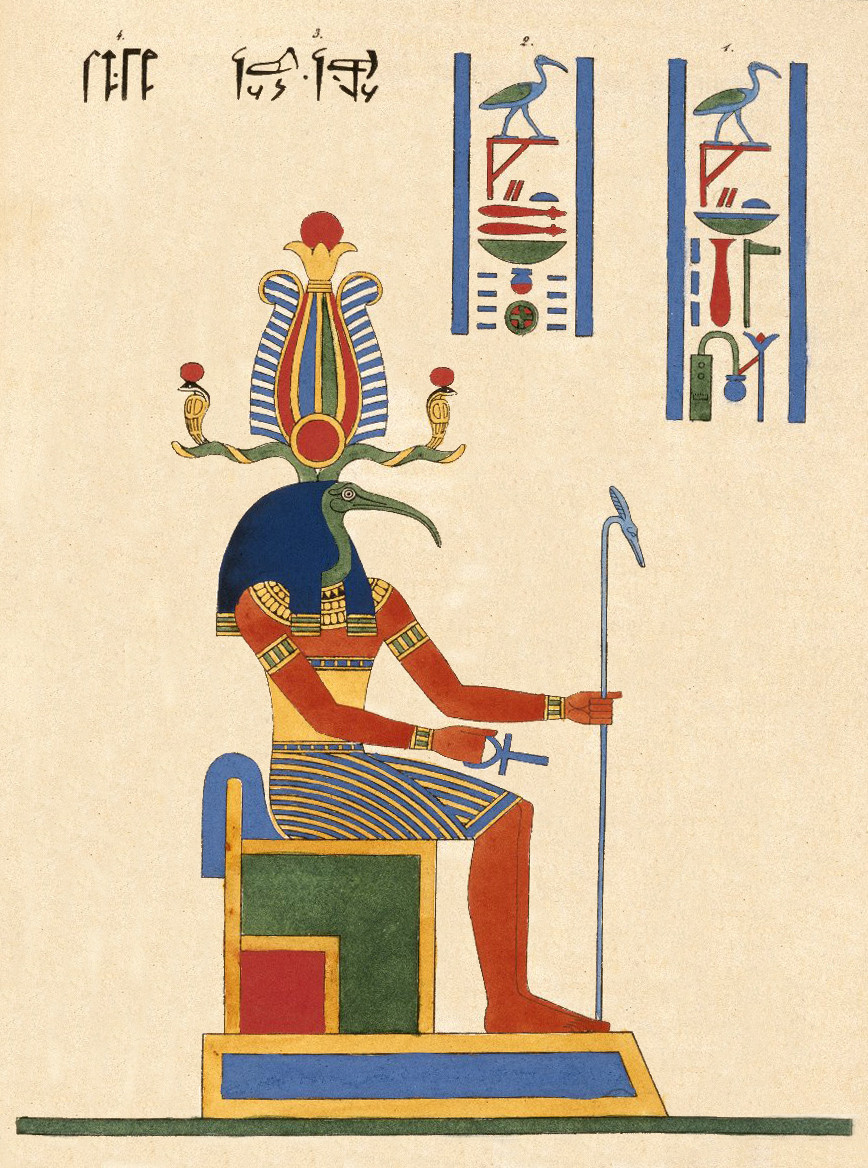
Изображение Тота с короной Хемхемет

Поскольку Тот был летописцем, на некоторых изображениях у него на голове был полумесяц, на других изображениях он носил корону Хемхемет, на которой были кобра, рога, солнце и прочее. Как у бога, который считал годы и время вообще, на некоторых изображениях у него на голове были полумесяц и диск. Он был воплощением одного из вариантов богов Ин-Хера и Шу, поэтому на части изображений у него на голове были короны этих богов. На некоторых изображениях Тот носил двойную корону Юга и Севера.

## Происхождение
В древнеегипетской мифологии Бог мудрости, знаний, письма, магии и луны. А также сын Хекат и Хнума. Его священное животное ибис или павиан, с головой которого он изображался.

## Помощники Тота и его фараоны-тезки

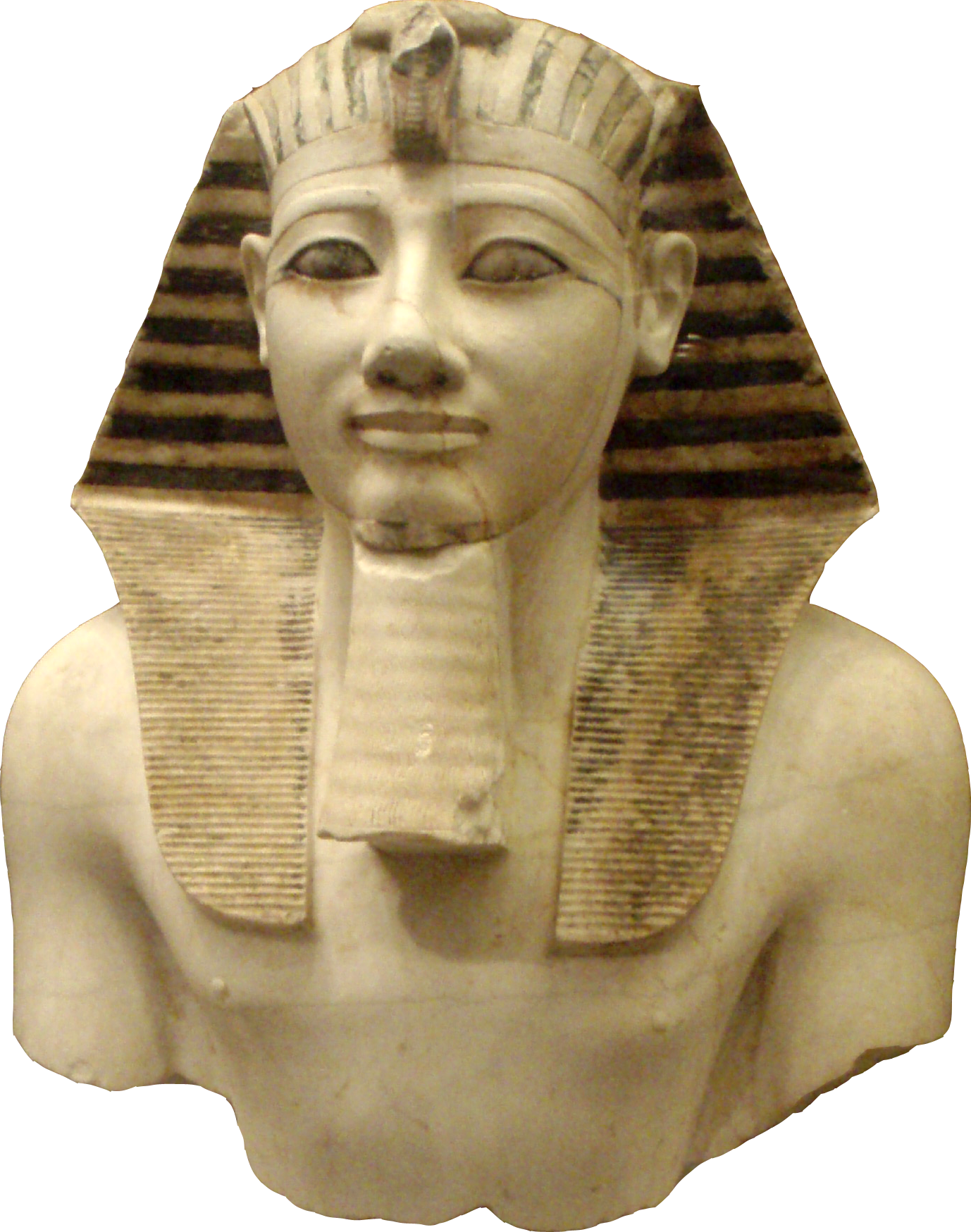
Мраморный бюст фараона Тутмоса III

Считалось, что помощником Тота был павиан по имени Астенну (или Истен), один из четырёх павианов, наблюдающих за судом Осириса в загробном мире (Дуат) и иногда считавшимся воплощением самого Тота. Богиня письменности Сешат обычно считалась дочерью Тота.
Во время Второго переходного периода один из фараонов XVI династии носил имя Джехути, то есть Тот. Имя Тота также входило в состав имён четырёх могущественных фараонов XVIII династии — Тутмосидов, в том числе Тутмоса III (Джехутимесу III).

## Культ и места почитания
Основным центром почитания Тота был Шмун, или Эшмунен (Гермополь Великий). Именно в этом городе находился главный храм Тота.
Однако, его почитали в той или иной степени и по всему Древнему Египту. Храмы Тота также были в: Бахе, Пер-абе, Урите, Та-уре, Талмисе, Пселкете, Сепе, Хате, Иа-джа-Мутете, Имен-хери-ибе, Та-кенсе, Рехуи, Хесерте и Абидосе.
В эпоху Третьего переходного периода и Позднего Царства Гермополь становится столицей Египта, что позволяет культу Тота выйти на новый уровень. В честь Тота в Гермополе миллионы ибисов были подвержены мумификации.

### Культ в Гермополе
Поскольку египетская религия всегда сохраняла определённую региональность поклонений, наиболее торжественным и глубоким был культ Тота в Гермополе. О его глубине, в частности, говорит то, что первым в списке жреческих титулов Тотготпа I, местного номарха, значится «великий пяти в храмах Тота юга и севера», и спустя два тысячелетия в списке номов из Идфу гелиопольский жрец назван «великим пяти, первым обоих престолов, совершающим обряды ка его» (подразумевается Тот). Под «пятью» подразумеваются Тот и ещё 4 члена гелиопольской огдоады божеств, аналогично в других городах верховные жрецы носили титулы, отождествлявшие их с местными верховными богами: у главного жреца в городе Мемфис был титул «великий руководитель работ», а аналогичное лицо в городе Танис имело звание «владыка правды».
Считается, что Тоту был посвящён целый квартал в Гермополе, названный в честь священного «огненного озера», вероятно, там также находился и некрополь.

### Общеегипетский культ
О почитании Тота фараонами немало говорит Папирус Харриса (завещание фараона Рамсеса III): сразу после перечисления даров Фивам, Мемфису и Гелиополю идёт описание поклонений богу Шу, а следующим в списке является уже Тот. Согласно тексту, Рамсес построил ему огромный храм, который снабдил множеством даров, включая рабов. Из папируса можно заметить, что Тоту посвящён более подробный текст, и даны более щедрые дары, чем другим региональным богам, таким как Хнум или Хатхор.

## Отождествления

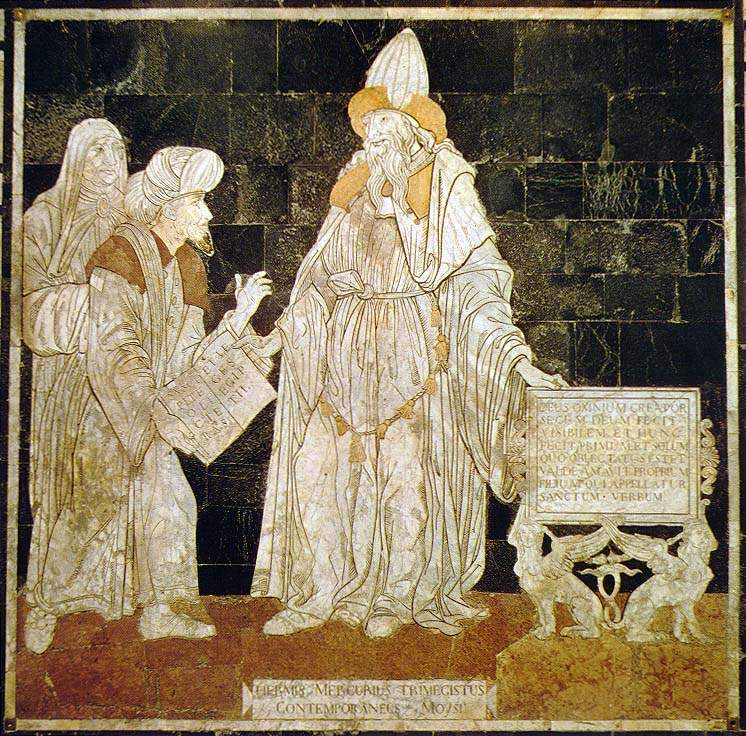
Гермес Меркурий Трисмегист, современник Моисея. Мозаика на полу кафедрального собора Сиены, 1480-е годы

У древних греков мудрости покровительствовала богиня Афина, а не бог, поэтому Тот был отождествлён ими с Гермесом, которому ранее такие функции не приписывались. Результатом взаимного воздействия египетской и эллинистической культур стало возникновение мифологического образа Гермеса Трисмегиста (Hermes Trismegistos, «Гермеса Триждывеличайшего»), центральной фигуры герметизма и легендарного основателя алхимии.
Тот также ассоциировался с римским Меркурием.